# Colección Arqueológica de Volisós
La Colección Arqueológica de Volisós es una colección o museo de Grecia ubicada en la localidad de Volisós, situada en la isla de Quíos. 
Se encuentra albergada en la mansión «Konaki», un edificio tradicional que fue reconstruido en 1868 y que fue adquirido por el Ministerio de Cultura de Grecia en el año 2000.
Esta colección presenta una exposición centrada en la historia del destacado vino de Ariusia donde se producía, según Estrabón, el mejor vino de Grecia. Se divide en tres secciones que exponen, respectivamente, el comercio y la dispersión de ánforas y quílices; el culto a Dioniso, y los tipos de vasos utilizados en los simposios y en otras actividades religiosas y sociales.